# Wappen des Britischen Territoriums im Indischen Ozean

Wappen des Britischen Territoriums im Indischen Ozean

Das Wappen des Britischen Territoriums im Indischen Ozean ist ein blauer Schild mit einem Schildfuß aus drei silbernen Wellen über denen eine grüne Palme steht vor der eine goldene Krone schwebt. Das Schildhaupt zeigt den Union Jack. Darunter im rechten Obereck hervorbrechend eine gelbe geflammte Sonne. Auf dem Schild ruht eine silberne Schiffskrone aus der ein fünfzinniger roter Turm mit einem Hochkreuzfenster emporragt. Die Flagge des Britischen Territoriums im Indischen Ozean auf dem Turm ist links wehend.
Schildhalter sind aufgerichtete Schildkröten, die auf einem Meeresstrand zwischen kleinen maritimen Schnecken und Muscheln stehen. Die rechte (heraldisch: linke) (Suppenschildkröte, englisch: Green Turtle) hat einen grünen, die andere (Echte Karettschildkröte) einen braunen Panzer. Ein Spruchband unter dem Schild zeigt den Wahlspruch „IN TUTELA NOSTRA LIMURIA“.
Dies bedeutet: "In unserer Obhut ist Lemuria".